# 鮒の子まぶし
鮒の子まぶし（ふなのこまぶし）とは、フナの刺身の表面に塩水で茹でたフナの卵をまぶしたもの。滋賀県の郷土料理。主に琵琶湖や余呉湖産のフナが使用される。また鳥取県にも同様の料理があり鮒の子まぶりと言う。

## 概要
琵琶湖を中心に抱える滋賀県や、木曽三川など多くの河川に囲まれた岐阜県南西部、鳥取県の湖山池、島根県の宍道湖周辺では、鮒の刺身を食べる習慣がある。特に長浜市などでは、鮒の刺身に茹でた鮒の卵をまぶして食す。鮒の子まぶしは、11月以降から冬季に食され、4月から10月までは代わりに鯉の子まぶしが食される。

## 造り方
1. フナの下処理をする。フナの頭（目と目の間）をみねで叩いてしめる。
2. うろこを取り、頭を落として、にが玉（胆嚢）を潰さないように注意して内臓を取り除く。子（卵）は別に取っておく。
3. フナを水洗いして水気をよくふき取り、三枚におろし、腹骨をすき取る。
4. 皮を下にして置き、尾の方から身だけを薄くそぎ切りにする。氷水にさらし、身が引き締まったらざるに上げ、布巾で水をぬぐっておく。
5. 子（卵）を辛目の塩水で茹でながらほぐす。これを布巾に包み水によくさらし、固く絞る。
6. 刺身に塩茹でした鮒の卵をまぶし付けて、冷蔵庫で冷やす。
7. 白味噌に練りからしをよく混ぜ合わせ、煮出し汁と酢で溶きのばす。
8. 器に冷やした子まぶしを並べる。7.で作った酢味噌で食べる場合とワサビ醤油で食べる場合の両方がある。
9. 大根のツマを同じ皿に盛り付けて、共に食すのすが一般的である。